# جيمس هاميلتون
جيمس هاميلتون (بالإنجليزية: James Hamilton)‏ (1 يناير 1884 ببورسلم في المملكة المتحدة - ) هو لاعب كرة قدم بريطاني (وحمل سابقاً جنسية المملكة المتحدة لبريطانيا العظمى وأيرلندا) في مركز الظهير. لعب مع أولدهام أثلتيك وبورت فايل.

## وصلات خارجية
- جيمس هاميلتون على موقع قاعدة بيانات كرة القدم.إي يو (الإنجليزية)